# Coppa Intercontinentale (rugby a 15)
La Coppa Intercontinentale fu un trofeo per squadre di club di rugby a 15 ideato per mettere annualmente a confronto la squadra campione d'Italia e quella vincitrice del Nacional de Clubes argentino.
Vide la sua prima e unica edizione nel 2006 e fu vinto dal Calvisano.
Nel 2015 se ne tentò una riproposizione su altre basi (incontro in gara unica tra i campioni d'Europa e i vincitori del Super Rugby) ma il progetto non partì mai.

## Storia
L'idea di organizzare un trofeo intercontinentale di club fu di Sportfive, compagnia di gestione eventi all'epoca titolare dei diritti d'immagine della federazione rugbistica argentina.
A definire i dettagli della competizione fu designato Diego Domínguez, ex rugbista italo-argentino che rappresentò le squadre nazionali di entrambi i Paesi.
L'idea alla base della Coppa era quella di mettere di fronte, a cadenza annuale, la squadra campione d'Italia in carica e quella campione uscente del Nacional de Clubes argentino in una gara unica da disputarsi a Roma in coincidenza con l'ultimo impegno interno dell'Italia nel Sei Nazioni.

### L'unica edizione
La prima e, a posteriori unica, edizione del trofeo si tenne il 18 marzo 2006, giorno di Italia-Scozia del Sei Nazioni di quell'anno, allo stadio dell'Unione Rugby Capitolina, con inizio alle 11.
Si contesero il torneo il Calvisano, campione d’Italia 2004-05, e l'Hindú, vincitore del Nacional de Clubes 2005, e a prevalere fu la formazione italiana con un 28-10 che ancora a 10 minuti dalla fine era un 28-0 dovuto a due mete di Lorenzo Cittadini, una di Roberto Mandelli e 13 punti al piede di "Nanni" Raineri; due mete nel finale di Hernán Senillosa ridussero il passivo.
Nonostante l'interesse e il successo di pubblico la manifestazione non ebbe un seguito e quella del 2006 rimase l'unica edizione mai disputata.

### Coppa Intercontinentale 2006
| Arbitro: | Passacantando |

|                                 |      |                    |
| Cittadini 22’, 61’ Mandelli 67’ | mt   | 72’, 81’ Senillosa |
| Raineri 22’, 67’                | tr   |                    |
| Raineri 36’, 39’, 54’           | c.p. |                    |

## Tentativi di riedizione
Nel 2015 il proprietario del club francese del Tolone, Mourad Boudjellal, riprese l'idea dello scontro intercontinentale con la differenza che su base annua avrebbero dovuto fronteggiarsi i due più forti club del mondo, uno per emisfero (i campioni d'Europa per quello Nord e quelli del Super Rugby per il Sud) al fine di stabilire la squadra migliore dell'anno; la società LS prese accordi per organizzare a inizio 2016 in campo neutro a Hong Kong il primo di tali incontri, la sfida tra lo stesso Tolone, vincitore della Champions Cup 2014-15, e i neozelandesi Highlanders, vincitori del Super Rugby 2015.
Tuttavia, a dicembre 2015, una questione di diritti televisivi provocò la marcia indietro del Tolone; soluzioni alternative non trovarono alcun avallo da parte di World Rugby e il progetto di una nuova competizione non vide mai la luce.